# Coca Cola Citra
Coca-Cola Citra е газирана безалкохолна напитка, разновидност на напитката Кока-кола, с вкус на лимон и лайм.

## Напитката се предлага в
- Мексико – 2005, пробна серия.
- Нова Зеландия – 2005, за лимитиран период от време. Прекъснато през 2006.
- Босна и Херцеговина от 2006.
- Нова Зеландия – повторен пуск през март 2007, прекъснато през септември 2007
- Япония – официално стартира на 29 май 2006, като се предлага в бутилки от 1.5 л., 500 мл. и 300 мл.

## Кока-Кола[1]
1. ↑  [www.coca-cola.com  Coca-Cola Company]